# David Calderhead
David Calderhead (Hurlford, Reino Unido; 19 de junio de 1864-Londres; 9 de enero de 1938) fue un jugador y entrenador de fútbol escocés. Jugó para Queen of the South Wanderers, Notts County y Lincoln City. También representó a Escocia una vez, en 1889. Luego se convirtió en gerente, trabajando para Lincoln City (1900-1907) y Chelsea (1907-1933).

## Trayectoria

### Como futbolista
Era un defensa central y jugó para varios clubes, incluido el equipo de Dumfries, Queen of the South Wanderers (que no debe confundirse con Queen of the South, formado en 1919). Calderhead ganó una gorra con Escocia, en una victoria por 7-0 contra Irlanda en el Ibrox Stadium por el torneo British Home Championship en marzo de 1889. Esto atrajo la atención del Notts County Football Club con el que jugó en 2 finales de la FA Cup.
El equipo de Blackburn Rovers de Thomas Mitchell ganó 3-1 en 1891. Calderhead consiguió el trofeo en 1894 después de una victoria por 4-1 sobre Bolton Wanderers.

### Como entrenador
Luego se trasladó a la gerencia, asumiendo el cargo en Lincoln City en 1900. Al llevar a su equipo a una sorprendente victoria repetida sobre el Chelsea en la primera ronda de la Fa Cup 1906-07, impresionó a la directiva del club del oeste de Londres lo suficiente como para que lo nombraran entrenador, más adelante en ese año.
Calderhead fue el primer secretario-gerente a tiempo completo del Chelsea y pasó casi 26 años en el club, lo que lo convirtió en el entrenador más antiguo del club. En su tiempo allí, el equipo descendió dos veces, en 1909-10 y, posteriormente, volvió a ascender como subcampeón de Segunda División.
Llevó al Chelsea a su primera final de la FA Cup en 1915, pero en un partido eclipsado por la Primera Guerra Mundial fueron derrotados por el Sheffield United 0-3 en Old Trafford. Más tarde, el club alcanzó dos semifinales más con Calderhead como entrenador y estaba en camino de lograr un doblete nacional en 1919-20 pero finalmente terminó tercero en la Primera División y el Aston Villa se lo negó en la FA Cup.
Un segundo descenso se produjo en 1923–24 antes de que al lado de Willie Ferguson, Tommy Law y Andy Wilson sufrieran una sucesión de casi accidentes antes de asegurar el ascenso en 1929–30.
Calderhead era notoriamente tímido con los medios, ganándose el apodo de "La Esfinge de Stamford Bridge", pero no tenía miedo de gastar los honorarios de los traspasos en los titulares de los delanteros estrella (especialmente sus compañeros escoceses), trasladando a jugadores como Hughie Gallacher, Alex Jackson y Alec Cheyne a Stamford Bridge. A pesar del glamur del equipo, los trofeos seguían siendo esquivos. 1931-32 trajo una nueva semifinal de la FA Cup frente al Newcastle, Tommy Lang inspiró al Newcastle a una ventaja de 2 goles y a pesar de que Hughie Gallacher anotó un gol fue el Newcastle quién avanzó a la final.
Calderhead tiene el récord en el Chelsea de dirigir 996 juegos. Dejó el trabajo en junio de 1933 para ser reemplazado por Leslie Knighton.

## Fallecimiento
Murió en Londres a la edad de 73 años, cinco años después de dejar al Chelsea.